# Norma Projektilfabrik
Norma grundades 1902 av bröderna Lars Enger (1850-1917), Johan Enger (1852-1925) och Ivar Enger (1863-1942) från Kristiania (nuvarande Oslo), vars företag L.A. Enger & Co förvärvade en ammunitionsfabrik i Raufoss och senare flyttade till Kristiania (nuvarande Oslo) som Norma Projektilfabrik A/S några år tidigare, 1895.
Skytterörelsen i Sverige behövde en svensk leverantör och bröderna Enger ombads att etablera sig i Sverige. De tog tåget till Sverige och etablerade sig i Åmotfors år 1902. Norma tillverkar idag cirka 23 miljoner patroner i 70 olika kalibrar (2002).
Företaget ägdes från 2002 av Ruag Ammotec AG och sedan 2022 av Beretta Holding